# The Collection (Spandau Ballet 2015)
The Collection è una raccolta del gruppo pop-rock inglese Spandau Ballet, pubblicata dalla Sony Music il 3 luglio 2015; è stato l'ultimo album con il vocalist Tony Hadley che lascerà la band due anni dopo, il 3 luglio 2017.

## Il disco
Il disco contiene una selezione di brani degli album Through the Barricades (1986) e Heart Like a Sky (1989) e alcuni tratti dall'album live Live from the N.E.C. (2005).

## Tracce
1. Through The Barricades - 5:56
2. To Cut A Long Story Short (Live from the N.E.C.) - 6:16
3. Only When You Leave (Live from the N.E.C.) - 5:07
4. Lifeline (Live from the N.E.C.) - 4:46
5. Communication (Live from the N.E.C.) - 3:41
6. I'll Fly For You (Live from the N.E.C.) - 6:44
7. Highly Strung (Live from the N.E.C.) - 4:16
8. Gold (Live from the N.E.C.) - 4:35
9. Fight For Ourselves - 4:23
10. Be Free With Your Love - 4:39
11. A Matter Of Time - 5:15
12. Cross The Line - 4:09
13. Motivator - 4:00
14. Swept - 4:54
15. Big Feeling - 3:49

## Formazione
- Tony Hadley - voce
- Gary Kemp - chitarra
- Steve Norman - sassofono, percussioni
- Martin Kemp - basso
- John Keeble - batteria